# Słowenia Wschodnia
Słowenia Wschodnia (słoweń. Vzhodna Slovenija) to jeden z dwóch regionów statystycznych na poziomie NUTS-2 w Słowenii. Region ten stanowi wschodnią część kraju i obejmuje miasta Maribor, Celje, Velenje i Novo mesto. Jego największym miastem (a zarazem jego stolicą) jest Maribor. Jest to mniej zamożny z dwóch regionów Słowenii.
Słowenia Wschodnia (SI01) dzieli się na następujące regiony statystyczne:
- Mura
- Drawa
- Karyntia
- Savinja
- Centralna Sawa
- Dolna Sawa
- Słowenia Południowo-Wschodnia
- Primorska-Kraina Wewnętrzna